# Esterwegen
Esterwegen é um município da Alemanha localizado no distrito de Emsland, estado da Baixa Saxônia.
É membro e sede do Samtgemeinde de Nordhümmling.